# Berłóweczka zimowa

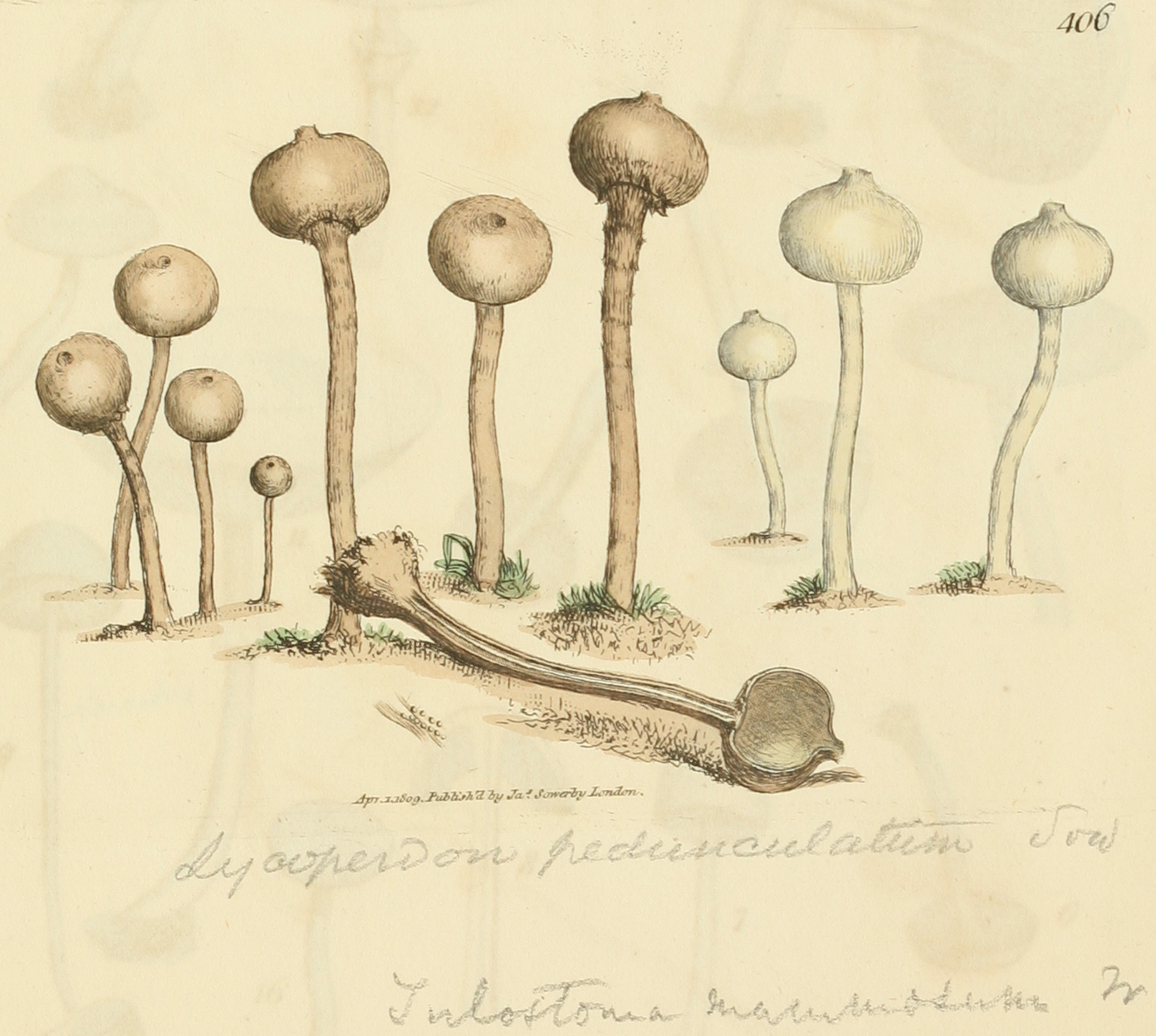
Morfologia

Berłóweczka zimowa, pałeczka zimowa (Tulostoma brumale Pers.) – gatunek grzybów należący do rodziny pieczarkowatych (Agaricaceae).

## Systematyka i nazewnictwo
Pozycja w klasyfikacji według Index Fungorum: Tulostoma, Agaricaceae, Agaricales, Agaricomycetidae, Agaricomycetes, Agaricomycotina, Basidiomycota, Fungi.
Gatunek ma 17 synonimów łacińskich. Niektóre z nich:

- Lycoperdon mammosum P. Micheli 1729
- Lycoperdon pediculatum Bull. 1787
- Lycoperdon pedunculatum L. 1763
- Tulostoma mammosum P. Micheli ex Fr. 1829

Nazwę polską podał Władysław Wojewoda w 2003 r, wcześniej w polskim piśmiennictwie mykologicznym gatunek ten opisywany był przez W. Rudnicką-Jezierską jako pałeczka zimowa.

## Morfologia
Owocnik
Młody owocnik jest kulisty lub jajowaty, i powstaje pod ziemią (hypogeicznie). W trakcie dojrzewania wykształca się trzon przebijający się ponad ziemię, a na jego szczycie powstaje kulista główka o średnicy do 1,3 cm średnicy. Osłona zewnętrzna (egzoperydium) błoniasta, biaława i szybko odpada. Tylko na dolnej części główki często zachowują się jej resztki w postaci zwisających frędzli. Wewnętrzna osłona (endoperydium) sztywna, pergaminowa, gładka, barwy białawej, z wiekiem ochrowobiałej z rdzawymi plamami. Otwiera się na szczycie ujściem krótko rurkowatym, nieco wystającym. Strefa wokół ujścia ciemniej zabarwiona. Trzon o długości od 1,5 do 7 cm i grubości do 0,4 cm, płoworudawy, początkowo włóknisty, potem nagi. Pokryty delikatnymi łuseczkami mniej lub bardziej przylegającymi do trzonu, z wiekiem gładki. Gleba jasnobrązowa.
Cechy mikroskopijne
Włośnia przezroczysta i bezbarwna, grubościenna, z wąskim światłem, rzadko septowana i często pokryta kryształkami. Zarodniki kuliste, jasnożółtawe, drobno brodawkowane, o średnicy do 6 µm

## Występowanie i siedlisko
Występuje na półkuli północnej. W Polsce rzadki. Nowsze stanowiska podaje internetowy atlas grzybów. W Polsce był gatunkiem ściśle chronionym, od 9 października 2014 r. został wykreślony z listy gatunków grzybów chronionych.
Znajduje się na Czerwonej liście roślin i grzybów Polski. Ma status R – gatunek rzadki. Znajduje się na listach gatunków zagrożonych także w Niemczech, Austrii, Belgii, Czechach, Danii, Estonii, Norwegii, Finlandii, Szwecji.
Rośnie pojedynczo lub w grupach w ciepłych murawach wśród traw i mchów, na glebach suchych, piaszczystych lub wapiennych. Owocniki pojawiają się głównie jesienią.

## Gatunki podobne
Berłóweczkę zimową można pomylić z niejadalną berłówecką frędzelkowaną (Tulostoma fimbriatum), u której ujście jest postrzępione.